# Neptis timorensis
Neptis timorensis är en fjärilsart som beskrevs av Johannes Karl Max Röber 1891. Neptis timorensis ingår i släktet Neptis och familjen praktfjärilar. Inga underarter finns listade i Catalogue of Life.